# Пречи
Прѐчи (на италиански: Preci, на местен диалект le Presì, ле Прези) е село и община в Централна Италия, провинция Перуджа, регион Умбрия. Разположено е на 596 m надморска височина. Населението на общината е 778 души (към 2010 г.).